# Gwendoline Christie
Gwendoline Christie (Worthing, Sussex, Anglaterra, 8 de juliol de 1978) és una actriu de cinema i de televisió anglesa, coneguda pel seu paper de Brienne de Tarth a la sèrie Game of Thrones i com a Lexi a Wizards vs Aliens.

## Biografia

### Primers anys
Christie va néixer en un petit poble al sud d'Anglaterra. Es formà com a gimnasta semiprofessional quan era nena, però patí una lesió a la columna vertebral. Això l'obligà a abandonar la carrera i decidí dedicar-se a l'actuació. Es graduà al Drama Centre London el 2005 i des d'aleshores visqué a Londres.
La seva altura, d'1,91 m, la fa sentir-se "sense gènere" de vegades, com digué en una entrevista el 2013. Intrigada per la seva estatura, la fotògrafa Polly Borland, l'utilitzà com a model a la seva sèrie de fotografies titulada Bunny, entre 2002 i 2008.

### Carrera
El juliol del 2011, Christie fou escollida com la guerrera Brienne de Tarth a la segona temporada de la sèrie Game of Thrones. El personatge, una dona excepcionalment alta, musculosa i d'aspecte senzill, és la preferida entre molts lectors de les novel·les.
Christie digué que haver estat assetjada per la seva altura i pel seu aspecte androgin podria ajudar-la a fer el paper de la Brienne. Durant la seva preparació per a les audicions, començà a utilitzar roba unisex per ajudar-la a entrar en la mentalitat més masculina del seu personatge, i començà un règim d'entrenament intensiu, guanyant més de 6 kg. de massa muscular. D'acord amb el coguionista i productor de la sèrie, George R. R. Martin, obtingué el paper pràcticament sense debat, després d'una aclamada audició en què es presentà disfressada i maquillada com la Brienne. Després d'haver estat escollida, es preparà prenent classes d'equitació, lluita amb espasa i lluita simulada.
El seu debut el 15 d'abril del 2013 al tercer episodi de la segona temporada de Game of Thrones fou ben rebut per la crítica. Nina Shen Rastogi elogià la seva "eloqüent i econòmica actuació física", assenyalant que la seva forma de caminar, la seva postura i el seu semblant transmetien eficaçment la irrompible devoció de la Brienne per la seva decisió de convertir-se en cavaller i pel seu rei Renly. Christie fou nominada el 2013 pel seu paper de la Brienne al Premis Saturn com a millor actriu.
L'abril del 2014 s'anuncià que Christie havia aconseguit el paper de la Comandant Lyme a les dues últimes pel·lícules d'Els jocs de la fam. L'actriu Lily Rabe havia signat un contracte per a aquest paper anteriorment, però hagué d'abandonar-lo per problemes d'agenda.

## Filmografia

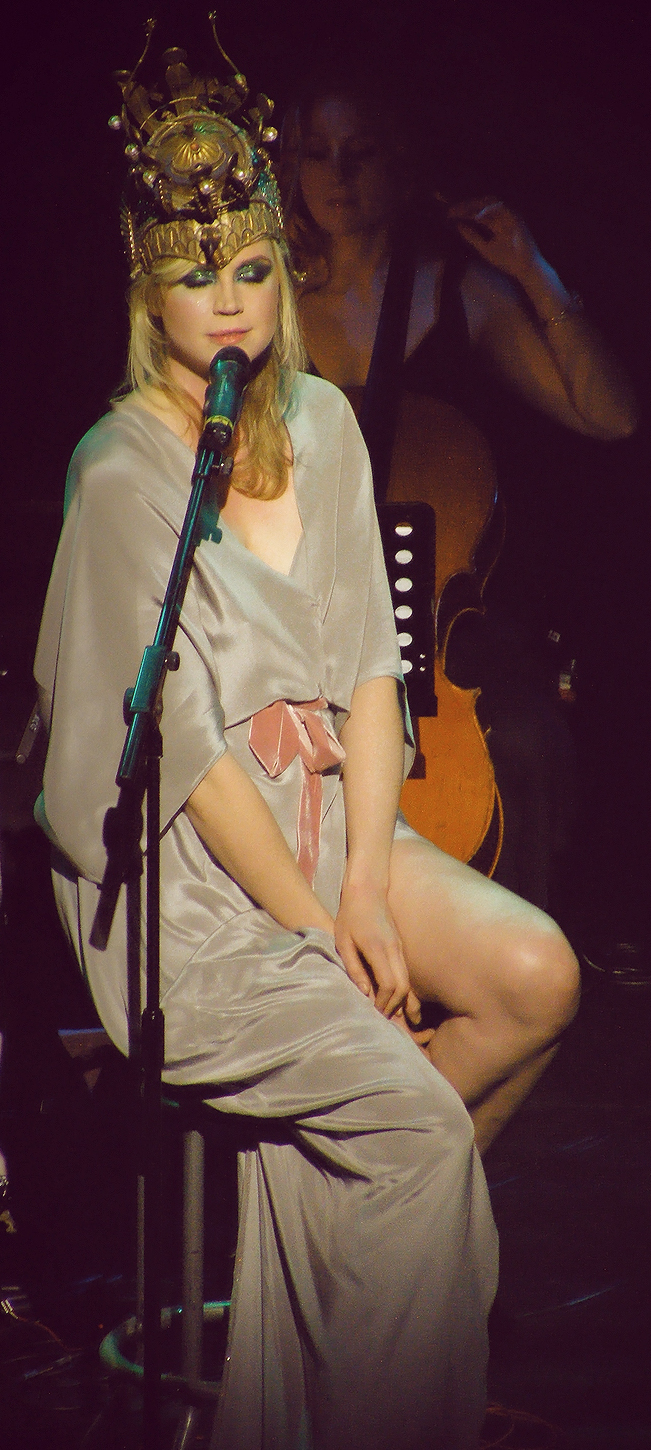
Christie al Palladium de Londres el 2009.

## Filmografia[1]
| Televisió i Pel·lícules | Televisió i Pel·lícules                         | Televisió i Pel·lícules | Televisió i Pel·lícules |
| Any                     | Títol                                           | Paper                   | Notes                   |
| ----------------------- | ----------------------------------------------- | ----------------------- | ----------------------- |
| 2007                    | The Time Surgeon                                |                         |                         |
| 2009                    | L'imaginari del doctor Parnassus                |                         |                         |
| 2010                    | The 7 Ages of Britain Teaser                    | Operadora               | Curt de televisió       |
| 2012 - present          | Wizards vs Aliens                               | Lexi                    |                         |
| 2012 - 2019             | Game of Thrones                                 | Brienne de Tarth        |                         |
| 2013 - 2017             | Top of the Lake                                 | Miranda Hilmarson       |                         |
| 2014                    | The Hunger Games: Mockingjay – Part 1           | Lyme                    |                         |
| 2014                    | Zero Theorem                                    |                         |                         |
| 2015                    | Star Wars episodi VII: El despertar de la força |                         |                         |
| 2016                    | Absolutely Fabulous: The Movie                  |                         |                         |
| 2017                    | Star Wars: Els últims Jedi                      |                         |                         |
| 2017                    | Swallows and Amazons                            |                         |                         |
| 2018                    | The Darkests Minds                              |                         |                         |
| 2019                    | In Fabric                                       | Gwen                    |                         |
| 2019                    | Welcome to Marwen                               |                         |                         |
| 2019                    | The Personal History of David Copperfield       |                         |                         |